# Municipio de Rockville (Illinois)
El municipio de Rockville (en inglés: Rockville Township) es un municipio ubicado en el condado de Kankakee en el estado estadounidense de Illinois. En el año 2010 tenía una población de 879 habitantes y una densidad poblacional de 9,27 personas por km².

## Geografía
El municipio de Rockville se encuentra ubicado en las coordenadas 41°14′33″N 87°57′20″O / 41.24250, -87.95556. Según la Oficina del Censo de los Estados Unidos, el municipio tiene una superficie total de 94.79 km², de la cual 94,4 km² corresponden a tierra firme y (0,41 %) 0,39 km² es agua.

## Demografía
Según el censo de 2010, había 879 personas residiendo en el municipio de Rockville. La densidad de población era de 9,27 hab./km². De los 879 habitantes, el municipio de Rockville estaba compuesto por el 96,7 % blancos, el 1,02 % eran afroamericanos, el 0,23 % eran amerindios, el 0,46 % eran asiáticos, el 1,02 % eran de otras razas y el 0,57 % eran de una mezcla de razas. Del total de la población el 2,28 % eran hispanos o latinos de cualquier raza.